# Oxyscelio spinosiceps
Oxyscelio spinosiceps är en stekelart som först beskrevs av Jean-Jacques Kieffer 1916.  Oxyscelio spinosiceps ingår i släktet Oxyscelio och familjen Scelionidae. Inga underarter finns listade i Catalogue of Life.